# 道の駅飛騨街道なぎさ
道の駅飛騨街道なぎさ（みちのえき ひだかいどうなぎさ）は、岐阜県高山市久々野町渚にある国道41号の道の駅である。
2000年に当時の久々野町によって開業した。

## 主な施設
当駅は、縄文時代の竪穴建物をイメージした「縄文シンボルタワー」がランドマークとなっている。また、地物のリンゴを使用したアップルパイが冬季限定で販売されている（数量限定・完全予約制）。
- 駐車場[3]
  - 普通車：65台
  - 大型車：8台[5]
  - 身障者用 : 1台[5]
- トイレ
  - 男：大 5器（2器）、小 7器（4器）
  - 女：9器（6器）
  - 身障者用：2器（1器）

※（）内は24時間使用可能
- 農産物直売所（8:30 - 17:00）
- レストラン[5]

### 管理団体
- 設置者：高山市
- 指定管理者：有限会社ひだ桃源郷[4][6]

## 休館日
- 1月から3月までの第1・第3水曜日（祝日を除く）[3]

## アクセス
- 国道41号 - 登録路線[5]
- E67 中部縦貫自動車道（高山清見道路） 高山ICより約30分[3]。
- 東海旅客鉄道（JR東海）高山本線 久々野駅より約15分[3]。

## 周辺
- ひだ舟山スノーリゾートアルコピア（2023年3月12日廃止[7]）
- 女男滝
- あららぎ湖